# Ourikéla
Ourikéla est une localité et une commune rurale du Mali, chef-lieu d'arrondissement dans le cercle de Koury et la région de Koutiala.

## Histoire
Avant 2012, Ourikéla est une commune rurale du cercle de Yorosso dans la région de Sikasso. Lors de la réforme administrative de 2023, la commune rurale est soustraite du cercle de Yorosso et versée dans le cercle de Koury, région de Koutiala.

## Villages
La commune s'étend sur 10 localités relevées lors du recensement général de 2009. 
Les villages les plus peuplés sont :
- Ourikéla (6 422 habitants)
- Dionina (4 408 habitants)
- Palasso (2 884 habitants)

En 2023, la loi 2023-007 attribue à la commune 10 villages, fractions ou quartiers  :
- Ourikéla
- Farakoro
- Dionina
- Tiby
- Zéréla
- Zéouléna
- Tioula
- Ouho
- Palasso
- Besso